# Serasan Jaya
Serasan Jaya is een bestuurslaag in het regentschap Musi Banyuasin van de provincie Zuid-Sumatra, Indonesië. Serasan Jaya telt 11.241 inwoners (volkstelling 2010).